# Mường Lèo
Mường Lèo là một xã biên giới thuộc huyện Sốp Cộp, tỉnh Sơn La, Việt Nam.

## Địa lý
Xã Mường Lèo có diện tích 390,16 km², dân số năm 2019 là 3.645 người, mật độ dân số đạt 9 người/km².

## Hành chính
| Bản        | Số hộ | Số dân | Dân tộc chính |
| ---------- | ----- | ------ | ------------- |
| Bản Mạt    | 77    | 406    | Thái          |
| Bản Liềng  | 64    | 284    | Thái          |
| Huổi Làn   | 53    | 322    | Khơ Mú        |
| Huổi Phúc  | 16    | 131    | H'Mông        |
| Huổi Áng   | 43    | 267    | H'Mông        |
| Sam Quảng  | 34    | 270    | H'Mông        |
| Huổi Luông | 84    | 558    | H'Mông        |
| Pá Khoang  | 33    | 255    | H'Mông        |
| Nà Chòm    | 18    | 84     | Thái          |
| Nặm Pừn    | 78    | 452    | Khơ Mú        |
| Chăm Hỳ    | 25    | 154    | H'Mông        |
| Cộng       | 525   | 3183   | -             |